# Hendrik Croockewit
Hendrik Croockewit (15 februari 1784 – 10 februari 1863) was president van De Nederlandsche Bank tussen 1858 en 1863.

## Biografie
Croockewit was telg van een familie die eind 17e eeuw vanuit Duitsland naar Amsterdam kwam. In een tijd waarin directieleden van DNB bijna uitsluitend voortkwamen uit het gezelschap van Amsterdamse kooplieden en bankiers, was Croockewit een vreemde eend in de bijt. Hij was namelijk suikerfabrikant voordat hij in 1829 bij DNB aantrad als secretaris, de man belast met de dagelijkse leiding. Hij werd in 1858 op zijn 74ste de zevende president, de hoogste leeftijd ooit. 
Hij was gedurende zijn loopbaan commissaris bij vele bedrijven en ook politiek actief. Hij bleef lid van de Provinciale Staten van Noord-Holland tijdens de periode dat hij president van DNB was.
Hendrik Croockewit wordt genoemd als de anonieme vertaler vanuit het Duits van een boek van verlichtingsfilosoof Immanuel Kant. De vertaling verscheen in 1804, toen Croockewit nog maar twintig was.  